# 辐射：钢铁兄弟会
《異塵餘生：鋼鐵兄弟會》是一款由Interplay Entertainment在2004年开发与发布的动作角色扮演游戏，也是辐射3之前的Interplay的《辐射》系列游戏中唯一的游戏机游戏，有Xbox和PlayStation 2版本。
主角是钢铁兄弟会的新兵，被吩咐一个自杀性的任务寻找一群失踪的圣骑士。由于是动作角色扮演游戏，《辐射：钢铁兄弟会》与之前出版的《辐射》系列游戏有巨大的不同，不管是游戏体验还是艺术风格。《辐射：钢铁兄弟会》发生在3个主要的地点：Carbon和Los两个城镇和一个避难所。《辐射：钢铁兄弟会》的主角在剧情里没有任何的伴侣。
游戏作曲家也与先前的游戏不同：此游戏的音乐是由Slipknot和Killswitch Engage乐团演奏，前篇音乐是由The Ink Spots乐团和路易斯·阿姆斯特朗演奏。迷界一般把《辐射：钢铁兄弟会》的剧情列为非正式剧情（canon），因为游戏的剧情和艺术与原篇不一致。
这款游戏是由Interplay所发行的最后一款《辐射》游戏。
此游戏没有中文版。